# 特爾瓦

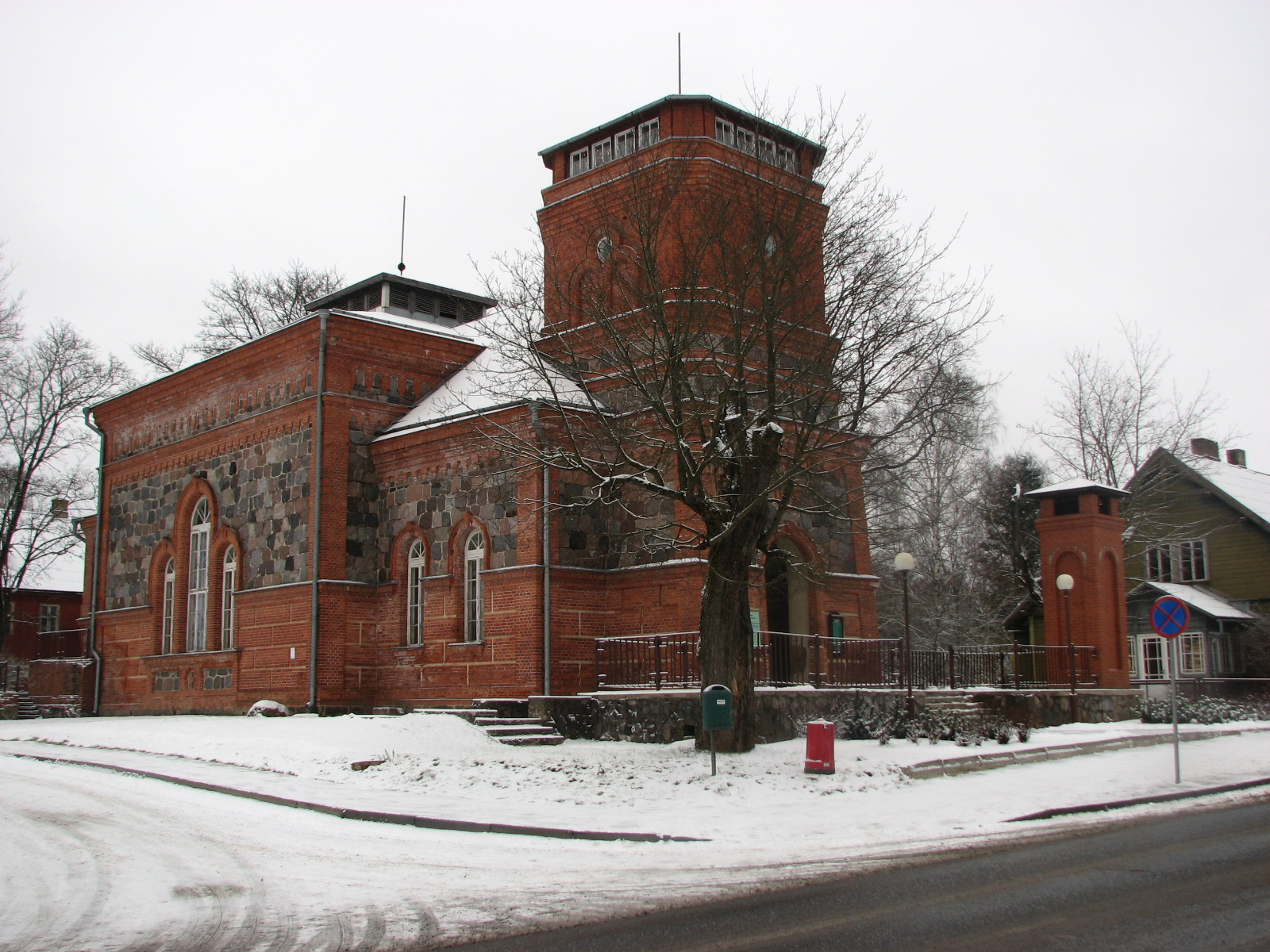
特尔瓦教堂

特爾瓦是愛沙尼亞瓦爾加縣特尔瓦市镇的非独立市及行政中心，位於該國南部的厄赫內河畔，距離首都塔林220公里，海拔高度56米，面積4.8平方公里，2009年人口3,101人。
特尔瓦市原是一个独立的市镇。2017年爱沙尼亚行政改革后，特尔瓦市与其他市镇一起合并为新的特尔瓦市镇。

## 外部連結
- 特尔瓦市镇官方网站 （页面存档备份，存于） （文）